# Dipartimento per le politiche antidroga
Il Dipartimento per le politiche antidroga della Presidenza del Consiglio dei ministri è la struttura di supporto per la promozione e il coordinamento dell'azione di Governo in materia di politiche antidroga. Dal 12 novembre 2022 la delega alle politiche antidroga è affidata al sottosegretario Alfredo Mantovano, autorità delegata per la sicurezza della Repubblica.

## Ufficio

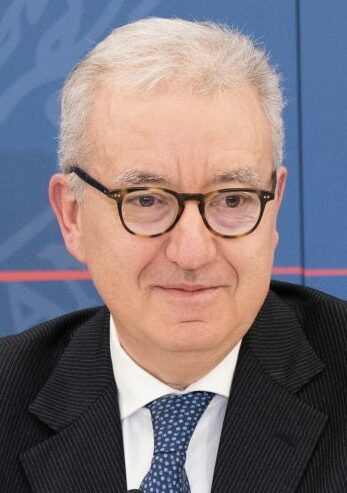
Alfredo Mantovano, attuale sottosegretario di Stato con delega alle politiche antidroga

Il Dipartimento per le politiche antidroga viene istituito con il decreto ministeriale del 20 giugno 2008 ed incardinato con un decreto del 29 ottobre 2009 nelle strutture generali permanenti della Presidenza del Consiglio dei ministri. Attualmente è regolamentato ai sensi del decreto del Presidente del Consiglio dei ministri del 1 ottobre 2012 ed organizzato con il dpcm del 20 novembre successivo. Il Dipartimento in particolare provvede a promuovere, indirizzare e coordinare le azioni di Governo atte a contrastare il diffondersi dell'uso di sostanze stupefacenti, delle tossicodipendenze e delle alcoldipendenze correlate, nonché a promuovere e realizzare attività in collaborazione con le pubbliche amministrazioni competenti nello specifico settore, le associazioni, le comunità terapeutiche, i centri di accoglienza operanti nel campo della prevenzione, della cura, della riabilitazione e del reinserimento, provvedendo alla raccolta della documentazione sulle tossicodipendenze, alla definizione e all'aggiornamento delle metodologie per la rilevazione, all'archiviazione ed elaborazione, alla valutazione e al trasferimento all'esterno dei dati e delle informazioni sulle tossicodipendenze. 
Il Dipartimento cura la definizione ed il monitoraggio del piano di azione nazionale antidroga, coerentemente con gli indirizzi europei in materia, definendo e concertando al contempo le forme di coordinamento e le strategie di intervento con le regioni, le province autonome e le organizzazioni del privato sociale accreditato, anche promuovendo intese in sede di conferenza unificata. Cura, inoltre, l'attività di informazione e comunicazione istituzionale del Governo in materia di politiche antidroga. Provvede, mediante sistemi di allerta precoce, come previsto dagli indirizzi europei in materia, all'evidenziazione dei rischi e alla attivazione delle attività di prevenzione delle possibili conseguenze rilevanti per la salute e della mortalità della popolazione derivanti dalla circolazione delle sostanze stupefacenti, provvedendo alla sorveglianza e al controllo dell'andamento del fenomeno e assicurando il regolare flusso dei dati richiesto dalle strutture e dalle amministrazioni europee competenti nel settore e dalle regioni e dalle amministrazioni centrali nonché dagli altri organismi internazionali. 
Provvede alla preparazione e alla stesura della relazione al Parlamento in materia di dipendenze. Promuove, finanzia e coordina attività di studio, ricerca e prevenzione nel campo dell'incidentalità correlata all'uso di droga e alcol. Assicura il supporto per garantire la presenza del Governo nelle istituzioni internazionali competenti in materia di politiche antidroga, promuovendo a tal fine il coordinamento interministeriale, le attività internazionali in materia di politiche antidroga e gli accordi di collaborazione con stati esteri, anche mediante la promozione di progettualità europee ed internazionali comuni, d'intesa con il Ministero degli Affari Esteri. 
Nell'ambito del Dipartimento opera l'Osservatorio nazionale permanente sulle droghe e sulle tossicodipendenze che cura e coordina la raccolta centralizzata dei dati, i flussi dei dati provenienti dalle amministrazioni centrali competenti, provvede all'archiviazione, all'elaborazione e all'interpretazione di dati statistico-epidemiologici, farmacologico-clinici, psicosociali e di documentazione sul consumo, lo spaccio ed il traffico di sostanze stupefacenti e psicotrope e le azioni di prevenzione e contrasto; provvede alle esigenze informative e di documentazione.

## Organizzazione
Il dipartimento è retto dal Capo del Dipartimento, il consigliere Paolo Molinari e si articola nelle seguenti strutture:
- Ufficio Tecnico Scientifico e Affari Generali
  - Servizio I Osservatorio Nazionale Dipendenze e Rapporti Internazionali
  - Servizio II Amministrativo Contabile e Affari Generali

### Ufficio Tecnico Scientifico e Affari Generali
L'ufficio espleta funzioni di ricerca, definizione e gestione degli aspetti tecnico-scientifici sulle dipendenze da droghe; fornisce aiuto alla gestione degli affari generali, alla programmazione economica e alla gestione amministrativo-contabile del Dipartimento. Coordina inoltre le attività del osservatore e del servizio amministrativo. 
Coordinatrice dell'ufficio è l'avvocato Elisabetta Simeoni.

#### Osservatorio Nazionale Dipendenze e Rapporti Internazionali
L'osservatorio è un istituto di supporto al capo del Dipartimento nella reportistica istituzionale, quale la Relazione annuale alla Camera dei deputati e al Senato della Repubblica e le altre relazioni alle istituzioni internazionali, al sistema di allerta e al mantenimento della base dati da mantenere sempre aggiornata. Definisce, monitora e valuta il Piano di Azione Nazionale contro le droghe, la progettazione, la gestione e il monitoraggio dei progetti nazionali.
L'osservatorio si occupa del coordinamento intergovernativo dei ministeri e delle pubbliche amministrazioni centrali, oltre che delle rappresentanze nazionali in istituzioni ed organizzazioni europee ed internazionali sulla droga. Fornisce il supporto per le relazioni con i paesi dell'Unione europea ed extraeuropei e con gli organismi comunitari, in collaborazione con il ministero degli affari esteri e della cooperazione internazionale.
L'osservatore è l'istituzione di mantenimento e coordinamento del flusso delle informazioni in entrata ed in uscita verso gli organismi coinvolti, compreso l'Osservatorio europeo sulle Tossicodipendenze ed il Punto Focale Reitox. Promuove e gestisce le attività in materia contrasto alla droga e gli accordi di collaborazione con altri stati in tema di politiche antidroga, anche mediante la realizzazione di progettualità internazionale comune.

#### Servizio Amministrativo Contabile e Affari Generali
Il servizio collabora alla definizione della programmazione del Dipartimento con verifica della fattibilità contabile delle attività prospettate e da inserire nel programma. Offre supporto operativo ed amministrativo alle azioni del Dipartimento, tratta e coordina gli affari amministrativi di carattere generale, gestisce i flussi di documenti di tipo amministrativo-contabile, con la cura del funzionamento e dell'implementazione delle procedure informatizzate che operano presso la presidenza del Consiglio dei ministri, in collaborazione con le preposte strutture del segretariato.
Il servizio gestisce l'amministrazione del personale. Coordina le attività della gestione economica del Dipartimento e la cura dei rapporti con l'Ufficio del bilancio e, per la regolarità amministrativo-contabile, con la presidenza del Consiglio dei ministri.
Il servizio, infine, predispone gli atti contrattuali e regolamenta i rapporti con enti terzi, nonché l'amministrazione della contabilità dei progetti.

## Sistema Nazionale di Allerta Precoce
Il Dipartimento e l'Istituto superiore di sanità cooperano nel progetto esecutivo con il fine di organizzare e gestire, in maniera evoluta, un sistema di allerta precoce, denominato S.N.A.P.ISS. Il progetto è volto a promuovere la realizzazione di attività di collaborazione con l'amministrazione pubblica, la ricerca e le forze di Polizia che sono competenti in questo settore.
Più in particolare, l'accordo è incentrato sui seguenti punti:
- l'organizzazione e la gestione evoluta del sistema di allerta per l'individuazione di nuove sostanze stupefacenti e delle relative modalità di consumo, al fine di rendere evidente i pericoli per la salute, favorendo l'attivazione di ogni idea per la prevenzione della diffusione e delle sue conseguenze;
- la sorveglianza del fenomeno tramite il flusso di informazioni per le Amministrazioni centrali, per enti pubblici, per organismi internazionali, per le Regioni e per la Polizia di Stato;
- la raccolta e l'elaborazione di informazioni per l'Osservatorio permanente per la verifica del fenomeno;
- la preparazione dei datasets informativi che confluiscono nel rapporto al Parlamento in materia di dipendenze, redatto dal DPA;
- l'attività di informazione e comunicazione.